# Test pilota Pirxa
Test pilota Pirxa – polsko-radziecki film fantastycznonaukowy zrealizowany w 1978 r. przez Marka Piestraka, na podstawie opowiadania Stanisława Lema Rozprawa (z cyklu Opowieści o pilocie Pirxie).

## Obsada
- Siergiej Diesnicki – komandor Pirx (dubbing Zygmunt Hübner)
- Zbigniew Lesień – I pilot John Calder
- Władimir Iwaszow – II pilot Harry Brown
- Bolesław Abart – elektronik Jan Otis
- Aleksandr Kajdanowski – neurolog i cybernetyk Tom Nowak (dubbing Henryk Talar)
- Tõnu Saar – inżynier-nukleonik Kurt Weber
- Ferdynand Matysik – dyrektor UNESCO
- Igor Przegrodzki – inżynier McGuirr
- Józef Fryźlewicz – obrońca Pirxa na rozprawie
- Edmund Fetting – oskarżyciel na rozprawie
- Erwin Nowiaszek – prezes „United Atomic Laboratory”
- Ewa Lejczak – dziewczyna przy barze

## Treść
Pirx zostaje mianowany dowódcą statku kosmicznego „Goliath”, do którego załogi oprócz ludzi włączone są też androidy. Pionierski lot jest zarazem testowy, gdyż ma wykazać przydatność robotów w kosmicznych wyprawach, dowódca więc nie wie, kto z jego załogi nie jest człowiekiem. Na pozytywnym wyniku tej próby zależy tym bardziej, że robot jest produktem potężnego koncernu i w przedsięwzięcie zaangażowane są wielkie fundusze.
Lot przebiega spokojnie, dopóki w okolicy Saturna nie zachodzi katastrofalne zdarzenie, w którym musi wykazać się dowódca i jego załoga. Potem okazuje się, że ekstremalna sytuacja zainscenizowana była przez zaprogramowanego robota. Ryzykownego przejścia przez pierścienie Saturna załoga miała nie przeżyć, zaś android miał wyprowadzić statek z zagrożenia i tym samym udowodnić swoją wyjątkową przydatność. Pirx jednak wykazuje, że nie jest tuzinkowym dowódcą: jego nietypowe zachowanie i nieprzewidziana reakcja dezorientują robota i tym samym ocalają załogę.